# Siège de Jébus
Pour les articles homonymes, voir Siège de Jérusalem.
Le siège de Jébus, également appelé siège de Jérusalem, est un récit biblique  dans le Deuxième Livre de Samuel qui évoque le siège de la ville de Jébus par les Hébreux, conduits par le roi David. L'identification de Jébus à Jérusalem est traditionnelle ; elle est contestée par des historiens modernes, de même que le caractère militaire de la conquête.
Selon la Bible hébraïque les Hébreux auraient pris la ville en menant un assaut par surprise, à l'issue duquel Jébus (ou Jérusalem) serait devenue la capitale du Royaume d'Israël sous son nom initial de Cité de David.

## Identification de Jébus
L'identification de Jébus avec Jérusalem a été contestée. Le bibliste danois Niels Peter Lemche note que toutes les mentions non bibliques de Jérusalem découvertes dans le Proche-Orient ancien qui font référence à la ville de Jérusalem lui donnent ce nom-là ; il renvoie notamment aux lettres d'Amarna, datées du XIVe siècle avant notre ère, et qui se réfèrent à Jérusalem comme Úrusalim. «Il n'y a aucune preuve, écrit-il, de Jébus et des Jébusiens en dehors de l' Ancien Testament. Certains érudits estiment que Jébus est un endroit différent de Jérusalem ; d'autres érudits préfèrent voir le nom de Jébus comme une sorte de nom pseudo-ethnique sans aucun contexte historique».

## La bataille
Les Hébreux prennent la ville basse. Fidèles aux ordres de Moïse, ils égorgent tout ce qui s'offre à leur fureur.
 La haute ville, nommée Sion, leur résiste. Les efforts des Hébreux, durant près de quatre siècles, échouent contre cette citadelle. La gloire de l'emporter était réservée à David. Ce héros proclamé roi par toutes les tribus, voulut signaler son avènement au trône par la prise de Jérusalem.

## Siège
Selon le bibliste israélien Jonathan Grossman, il n'y a pas eu de conquête militaire de Jébus ou Jérusalem, les Jébuséens convaincus que leur ville était imprenable, auraient opposé à l'armée ennemie des aveugles, des boiteux et des estropiés,.
David, outré de l'insulte, leur fait payer cher cet orgueil, en faisant donner un assaut général. Joab monte le premier par la brèche, à la tête d'une troupe de braves, renverse les infidèles, les poursuit jusque dans la forteresse, où il entre avec eux, et en ouvre les portes à son roi. David chasse les habitants, fait réparer les murs, augmente les fortifications et établit sa demeure dans cette ville, qui devint alors la capitale du royaume d'Israël.